# Inánd
Inánd falu Romániában, Bihar megyében.

## Fekvése
Bihar megyében, Nagyszalontától északkeletre, Cséffa mellett fekvő település.

## Története
Inánd földesurai hosszú évszázadokon át a Csáky család tagjai voltak.
A 20. század elején Gróf Markovits de Kisterpest Antal, Csanád vármegye táblabírája volt a település birtokosa, aki itt 1825-ben csinos úrilakot is építtetett magának.
1910-ben 700 lakosából 77 magyar, 623 oláh nemzetiségű volt.
A trianoni békeszerződés előtt Inánd Bihar vármegye cséffai járásához tartozott.

## Nevezetességek
- Görögkatolikus temploma 1825-ben épült.
- Az inándi gyűjtőtó, híres horgászhely.